# 선운대로
선운대로(Seonun-daero)는 전북특별자치도 고창군 공음면 칠암리 공음삼거리와 성내면 조동리 와석삼거리를 잇는 전북특별자치도의 도로이다. 심원우회도로 구간은 건설되지 않았다.

## 연혁
- 1997년 7월 22일 : 정주 ~ 흥덕간 도로(정읍시 정일동 ~ 고창군 흥덕면 동사리) 구간 확장 개통[1]
- 2007년 6월 30일 : 선운사 ~ 흥덕간 도로(고창군 아산면 삼인리 ~ 흥덕면 흥덕리) 10.276 km 구간 확장 개통, 기존 고창군 아산면 삼인리 ~ 흥덕면 동사리 13.9 km 구간 폐지[2]
- 2009년 7월 10일 : 2개 이상 시·도에 걸쳐 있는 도로로 선운대로를 고시[3]

## 주요 경유지
전북특별자치도
- 고창군 (공음면 · 상하면 · 해리면 · 심원면 · 아산면 · 부안면 · 흥덕면 · 성내면)

## 노선
| 이름                                           | 접속 노선                                                                   | 소재지        | 소재지                                   | 비고                                                                      |
| 용덕로와 직결                                  | 용덕로와 직결                                                               | 용덕로와 직결 | 용덕로와 직결                            | 용덕로와 직결                                                             |
| ---------------------------------------------- | --------------------------------------------------------------------------- | ------------- | ---------------------------------------- | ------------------------------------------------------------------------- |
| 공음삼거리                                     | 참나무정1길                                                                 | 고창군        | 공음면                                   | 국도 제22호선 구간 국가지원지방도 제15호선 구간                           |
| 개갑순교성지 고창무장동학농민혁명기포지 구암교 |                                                                             | 고창군        | 공음면                                   | 국도 제22호선 구간 국가지원지방도 제15호선 구간                           |
| (마래주유소)                                   | 단덕로 마래길                                                               | 고창군        | 공음면                                   | 국도 제22호선 구간 국가지원지방도 제15호선 구간                           |
| 용대삼거리                                     | 국도 제77호선 (샘목로)                                                      | 고창군        | 상하면                                   | 국도 제22, 77호선 구간 국가지원지방도 제15호선 구간                       |
| 용덕삼거리                                     | 상하로                                                                      | 고창군        | 상하면                                   | 국도 제22, 77호선 구간 국가지원지방도 제15호선 구간                       |
| 상하 교차로                                    | 지방도 제733호선 (진암구시포로)                                             | 고창군        | 상하면                                   | 국도 제22, 77호선 구간 국가지원지방도 제15호선 구간 지방도 제733호선 구간 |
| 신사거리                                       | 상하1길                                                                     | 고창군        | 상하면                                   | 국도 제22, 77호선 구간 국가지원지방도 제15호선 구간 지방도 제733호선 구간 |
| 검산삼거리                                     | 상하로 검산길                                                               | 고창군        | 상하면                                   | 국도 제22, 77호선 구간 국가지원지방도 제15호선 구간 지방도 제733호선 구간 |
| (송곡마을)                                     | 송림산로                                                                    | 고창군        | 상하면                                   | 국도 제22, 77호선 구간 국가지원지방도 제15호선 구간 지방도 제733호선 구간 |
| 지로사거리                                     | 지방도 제733호선 (나성로)                                                   | 고창군        | 해리면                                   | 국도 제22, 77호선 구간 국가지원지방도 제15호선 구간 지방도 제733호선 구간 |
| 방축삼거리                                     | 사반로                                                                      | 고창군        | 해리면                                   | 국도 제22, 77호선 구간 국가지원지방도 제15호선 구간                       |
| 왕거삼거리                                     | 왕촌화산길                                                                  | 고창군        | 해리면                                   | 국도 제22, 77호선 구간 국가지원지방도 제15호선 구간                       |
| 궁산 교차로                                    | 국가지원지방도 제15호선 (동서대로)                                          | 고창군        | 해리면                                   | 국도 제22, 77호선 구간 국가지원지방도 제15호선 구간                       |
| 팔형치사거리                                   | 국도 제77호선 (동호로) 금평길                                               | 고창군        | 해리면                                   | 국도 제22, 77호선 구간                                                    |
| 궁산교                                         |                                                                             | 고창군        | 해리면                                   | 국도 제22호선 구간                                                        |
| (신방)                                         | 고전로                                                                      | 고창군        | 심원면                                   | 국도 제22호선 구간                                                        |
| (도천)                                         | 도천로                                                                      | 고창군        | 심원면                                   | 국도 제22호선 구간                                                        |
| 도천교                                         |                                                                             | 고창군        | 심원면                                   | 국도 제22호선 구간                                                        |
| 주산리                                         | 국도 제22호선 (심원로)                                                      | 고창군        | 심원면                                   | 미개통 구간                                                               |
| 두어교                                         | 애향갯벌로                                                                  | 고창군        | 심원면                                   | 미개통 구간                                                               |
| 월산교                                         | 국도 제22호선 (심원로)                                                      | 고창군        | 심원면                                   | 미개통 구간                                                               |
| 용선삼거리                                     | 지방도 제734호선 (인촌로)                                                   | 고창군        | 심원면                                   | 국도 제22호선 구간 지방도 제734호선 구간                                  |
| 삼인교                                         |                                                                             | 고창군        | 아산면                                   | 국도 제22호선 구간 지방도 제734호선 구간                                  |
| 삼인 교차로                                    | 선운사로 연기길                                                             | 고창군        | 아산면                                   | 국도 제22호선 구간 지방도 제734호선 구간                                  |
| 반암 교차로                                    | 복분자로                                                                    | 고창군        | 아산면                                   | 국도 제22호선 구간 지방도 제734호선 구간                                  |
| 인천강교                                       |                                                                             | 고창군        | 아산면                                   | 국도 제22호선 구간 지방도 제734호선 구간                                  |
| 선운사터널                                     |                                                                             | 고창군        | 아산면                                   | 국도 제22호선 구간 지방도 제734호선 구간 연장 576m                        |
| 선운사터널                                     | 부안면                                                                      | 고창군        |                                          | 국도 제22호선 구간 지방도 제734호선 구간 연장 576m                        |
| 탑정교                                         |                                                                             | 고창군        | 국도 제22호선 구간 지방도 제734호선 구간 |                                                                           |
| 용산1 교차로                                   | 지방도 제734호선 (운곡로)                                                   | 고창군        | 국도 제22호선 구간 지방도 제734호선 구간 |                                                                           |
| 상용터널                                       |                                                                             | 고창군        | 국도 제22호선 구간 연장 195m             |                                                                           |
| 상등 교차로                                    | 전봉준로                                                                    | 고창군        | 국도 제22호선 구간                       |                                                                           |
| 번영교                                         |                                                                             | 고창군        | 국도 제22호선 구간                       |                                                                           |
| 덕흥 교차로                                    | 지방도 제734호선 (복분자로)                                                 | 고창군        | 국도 제22호선 구간 지방도 제734호선 구간 |                                                                           |
| 봉선교                                         |                                                                             | 고창군        | 국도 제22호선 구간 지방도 제734호선 구간 |                                                                           |
| 흥덕면                                         |                                                                             | 고창군        | 국도 제22호선 구간 지방도 제734호선 구간 |                                                                           |
| 선운산 나들목 (석교 교차로)                    | 15호선 서해안고속도로 국도 제22호선 지방도 제734호선 (선운사 ~ 흥덕간 도로) | 고창군        | 국도 제22호선 구간 지방도 제734호선 구간 |                                                                           |
| 검문소삼거리                                   | 서삼길                                                                      | 고창군        |                                          |                                                                           |
| 흥덕터미널                                     |                                                                             | 고창군        |                                          |                                                                           |
| (신한약방)                                     | 흥덕로 죽현길                                                               | 고창군        |                                          |                                                                           |
| 동사삼거리                                     | 잿말길                                                                      | 고창군        |                                          |                                                                           |
| 제하사거리                                     | 국도 제22호선 (고인돌대로) 국도 제23호선 (부안로)                           | 고창군        | 국도 제22호선 구간                       |                                                                           |
| 흥덕교                                         |                                                                             | 고창군        | 국도 제22호선 구간                       |                                                                           |
| 성내면                                         |                                                                             | 고창군        | 국도 제22호선 구간                       |                                                                           |
| 동산삼거리                                     | 시기1길                                                                     | 고창군        | 국도 제22호선 구간                       |                                                                           |
| 성내교                                         |                                                                             | 고창군        | 국도 제22호선 구간                       |                                                                           |
| 성내삼거리                                     | 시기1길                                                                     | 고창군        | 국도 제22호선 구간                       |                                                                           |
| 월성 교차로                                    | 둥둥바우길 외토길                                                           | 고창군        | 국도 제22호선 구간                       |                                                                           |
| 소성로와 직결                                  |                                                                             |               |                                          |                                                                           |

## 주요 건물 및 시설
- 상하터미널 (전북특별자치도 고창군 상하면 선운대로 792)
- 고창북고등학교 (전북특별자치도 고창군 흥덕면 선운대로 3714-32)
- 흥덕터미널 (전북특별자치도 고창군 흥덕면 선운대로 3722)
- 고창흥덕우체국 (전북특별자치도 고창군 흥덕면 선운대로 3755)
- 흥덕파출소 (전북특별자치도 고창군 흥덕면 선운대로 3759)